# 宣誓

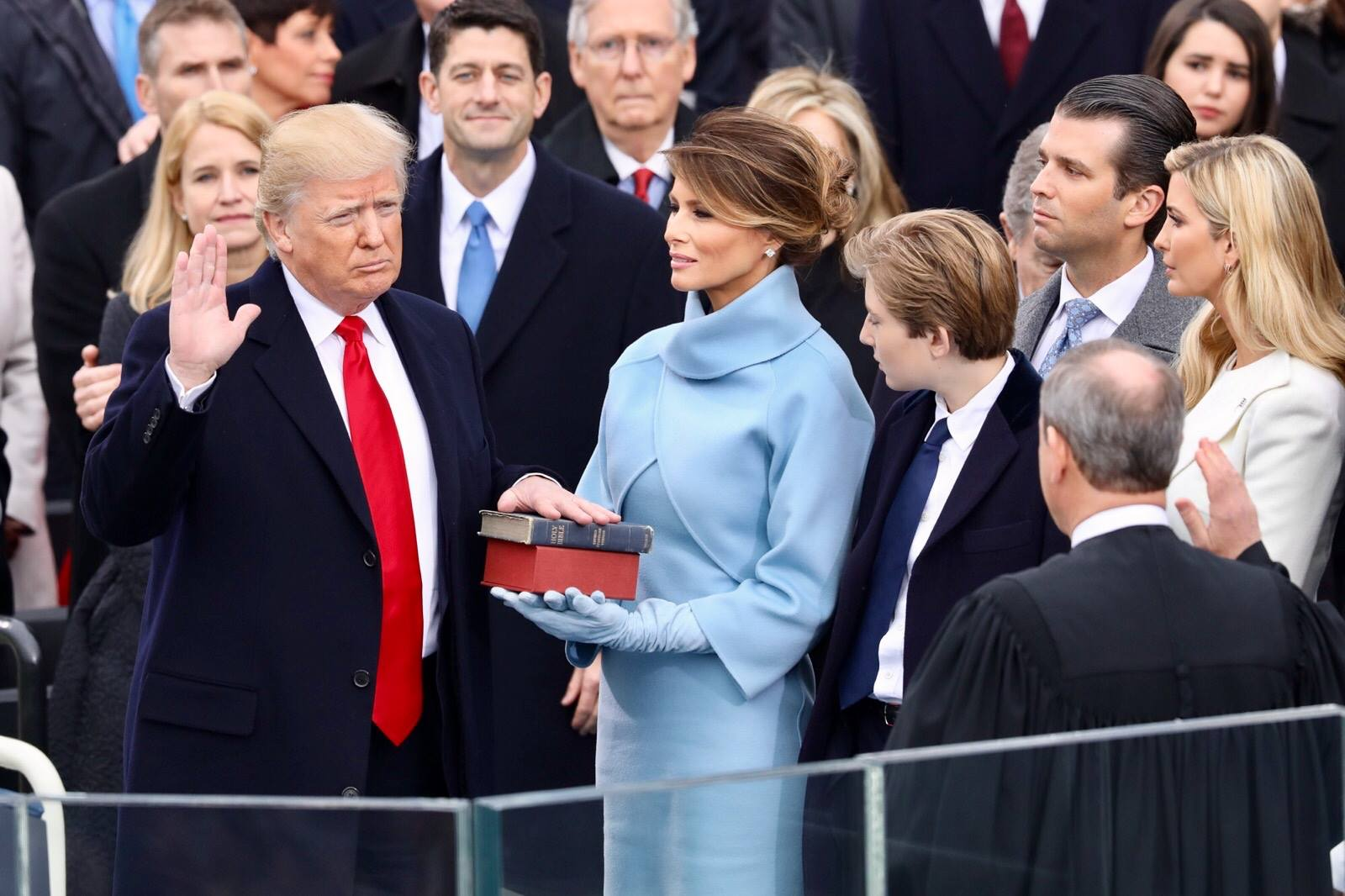
唐納·川普宣誓就任第45任美國總統，手按著聖經。

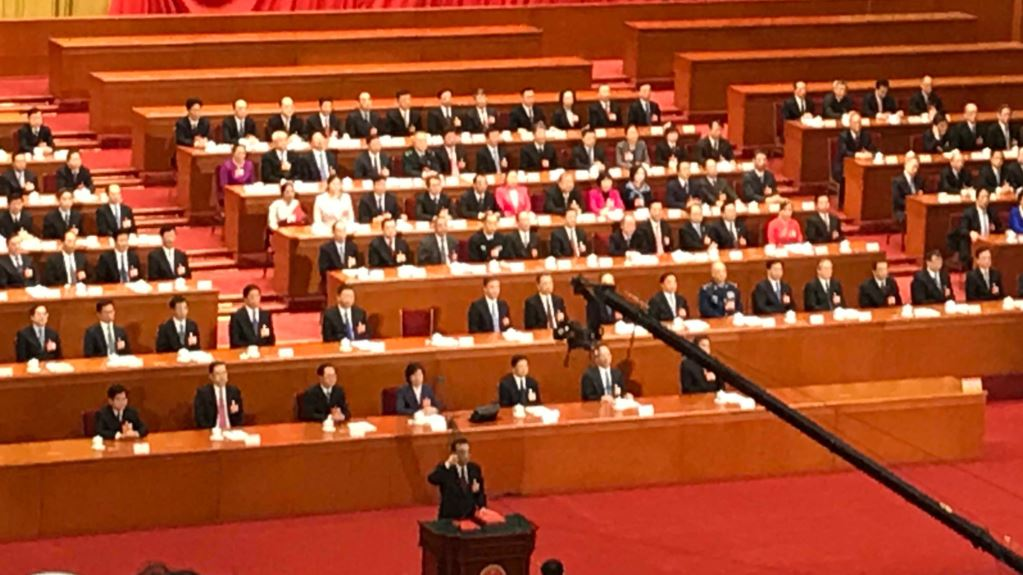
第十三届全国人民代表大会第一次会议上，李克强被任命为中国国务院总理后，公开对宪法宣誓。

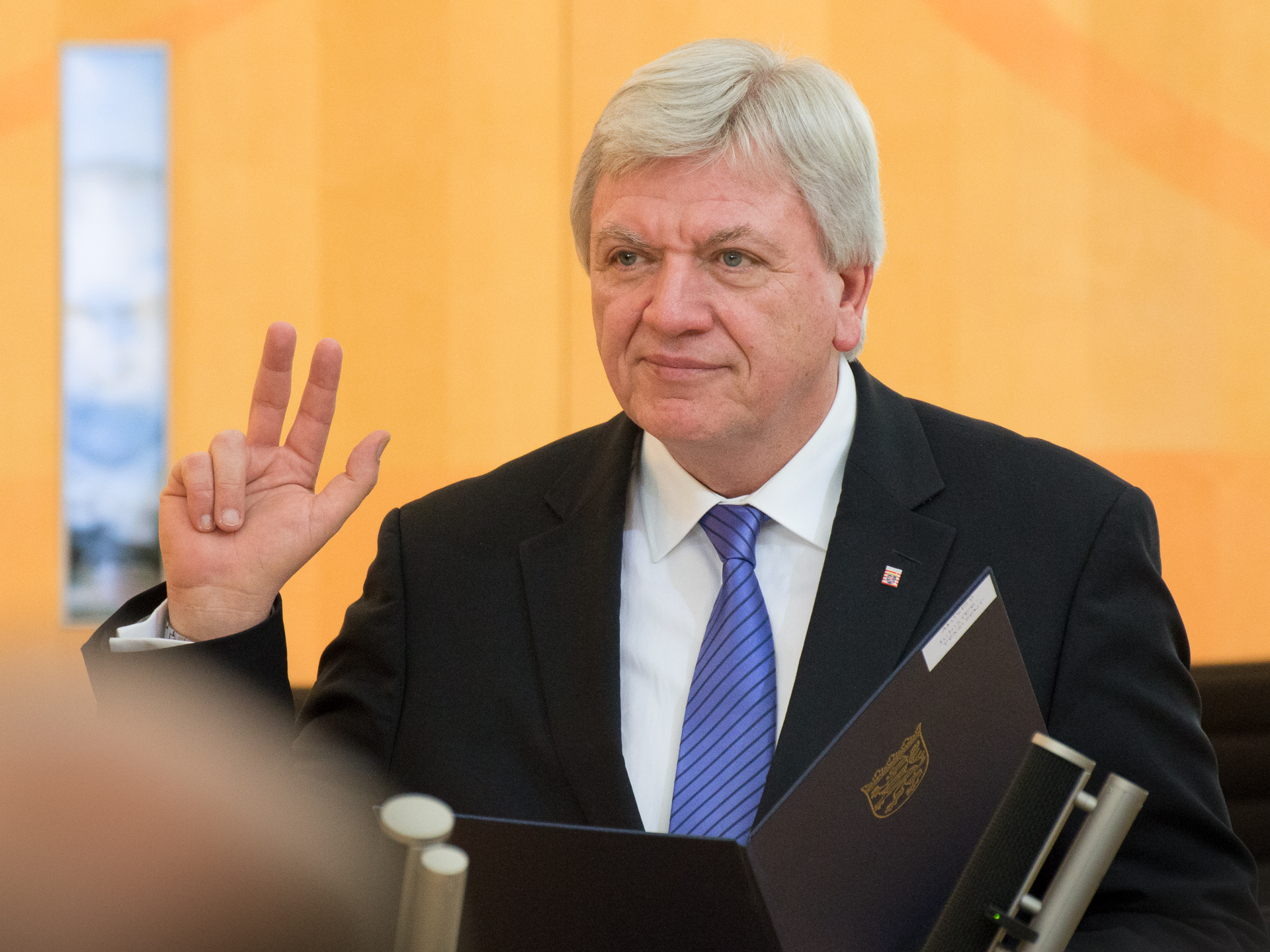
福尔克·布菲耶宣誓就任德国黑森州州长时采用的中欧宣誓手势

宣誓（英語：Oath）是当一个人或一个团队准备担任某个任务或参加某个组织时，在仪式下，当众宣布表示决心的话语，並可能提及違背決心時願意受嚴厲懲罰等（誓詞）。在这个过程中，可能會有一位或數位负责監督的人（監誓官）。比如擔任官員之前，通常有宣誓就職，常常是法律所定，必須要執行的儀式。有些行業就業時可能有宣誓活動，如醫師宣誓、護士宣誓等等。另外，簽署一些法律文件前如婚姻、或在法庭擔任証人時等，可能亦需要當事人宣誓，如歸化宣誓、具結宣誓等。

## 內容
一般宣誓中，宣誓人會說出對自己的要求，違背誓言時將受到嚴厲處分。就職宣誓則通常會要求發誓擁護憲政、效忠政府、遵守法紀、勤政清廉等。絕大多數國家的宣誓內容均要求擁護憲法或基本法。君主制国家的宣誓，則常會加上發誓效忠君主。宗教意味濃厚的國家，則往往會加上「愿上帝帮助我」（So help me God）之類的詞語。

## 禮儀
多數國家的就職宣誓是右手高舉的宣誓儀式，不見得有宗教意味。但在不少西方國家，如英國及美國，宣誓人一般右手舉至胸前，左手按著《聖經》宣誓。猶太人會手按《塔纳赫》宣誓，穆斯林會手按《古兰经》宣誓。多數國家出於宗教自由，宣誓人亦可以採用非宗教式宣誓，手按該國的《憲法》或其他重要典籍，亦有不按的。
部分中欧国家宣誓时，使用带有宗教意涵的宣誓手势（德語：Schwurhand），但無宗教信仰者或非基督徒可以除外。
中國共产党党员採用右手握拳、置於太陽穴的方式來进行入党宣誓，中华人民共和国实行的宪法宣誓也沿用这一方式。
在一些前苏联加盟共和国及前苏联卫星国，比如蒙古、哈萨克、阿塞拜疆、摩尔多瓦等，其宣誓就职仪式中，总统还有半跪或鞠躬式亲吻国旗的环节。

## 延伸阅读
[在维基数据编辑]
 《欽定古今圖書集成·明倫彙編·交誼典·盟誓部》，出自陈梦雷《古今圖書集成》